# So Unsexy
«So Unsexy» es una canción de la cantante canadiense Alanis Morissette, escrita y producida por ésta para su quinto álbum de estudio Under Rug Swept. Fue lanzada como sencillo sólo en Brasil. El vídeo musical es la interpretación en vivo de la canción extraído del DVD Feast on Scraps.

## Tema
Según Morissette, "So Unsexy" "básicamente habla del proceso de cómo puede afectar a amarme a mí misma todo y todo cambio. ¿Por qué cuando no te cuidas de mí mismo, o el amor a mí mismo o se siente conectado con mi definición de Dios, todo es muy doloroso y desarticulado y desconectado y deprimente... para ser totalmente honesta".  Morissette dijo que cuando escribió la canción, ella estaba tratando de investigar "la parte más vulnerable de algunas de mis inseguridades y por qué las pequeñas cosas minúsculas que son inocuas e intrascendentes se traducian en mi mente como para ser tomadas tan a pecho. Y eso ha ocurrido y aún ocurre mucho, y si bien creo que es muy humano, es agotador. Pero mientras yo tenga mi propia espalda, no es tan aterrador y no es como horrible".